# Umberto Benedetti Michelangeli
Umberto Benedetti Michelangeli, conosciuto anche come Umberto Benedetti Michelangeli Jr. (Montichiari, 16 luglio 1952) è un direttore d'orchestra italiano di musica classica e sinfonica, figlio del violinista Umberto Benedetti Michelangeli e nipote del pianista Arturo Benedetti Michelangeli.

## Biografia
Umberto Benedetti Michelangeli ha iniziato giovanissimo gli studi musicali sotto la guida della zia Giulia Guidetti, moglie di Arturo Benedetti Michelangeli, per poi proseguirli al Conservatorio Giuseppe Verdi di Milano, con i docenti Mario Conter, Bruno Bettinelli e Mario Gusella, perfezionandosi infine con Franco Ferrara.
Ha diretto i  complessi di istituzioni sinfonico-cameristiche italiane ed europee fra le quali l’Orchestra Haydn di Bolzano e Trento, l'Orchestra della Toscana, I Pomeriggi Musicali e l’Angelicum di Milano, le orchestre sinfoniche delle RAI di Torino, Roma, Milano e Napoli, l'Orchestra del Teatro Regio di Torino, La Fenice di Venezia, Carlo Felice di Genova, San Carlo di Napoli, l’Orchestra dell’Accademia Nazionale di Santa Cecilia, la Oslo Philarmonic,  la Helsinki Philharmonic, l'Orchestra Sinfonica di Göteborg, l’Orchestra Sinfonica di Radio Stoccarda, l'Orchestra sinfonica della radio di Lipsia, l'Orchestre Philharmonique de Monte-Carlo, l’Orchestra della Svizzera Italiana, Orchestra filarmonica d'Israele, l'Orchestra Festival di Budapest, Grand Théâtre de Genève, etc.
Dal 1984 al 2007 ha instaurato un proficuo sodalizio, in veste di direttore principale, con l’Orchestra da Camera di Mantova, con la quale gli è stato conferito il Premio Franco Abbiati della critica musicale italiana nel 1997. Ha collaborato con la Camerata Academica Salzburg nel 1996 per poi costituire un rapporto triennale con la Kammerorchester Basel, in qualità di direttore ospite principale.
Tra le opere dirette, ha dedicato una serie di concerti all’esecuzione integrale della Musica sacra di Mozart. Nel 2017 la registrazione per la casa discografica Sony di Arie mozartiane, in collaborazione col soprano Regula Mühlemann, ha fatto ottenere al Maestro il “Preis der deutschen Schallplattenkritik”  (Premio della Critica Discografica tedesca).
Benedetti Michelangeli è spesso sul podio di rassegne pianistiche dedicate ad Arturo Benedetti Michelangeli, come avvenuto per la Rassegna di Brescia e Bergamo che ha visto la partecipazione di giovani talenti dello strumento come Alexande Lonquich, Federico Colli, la cinese Yuja Wang e la giapponese Mitsuko Uchida cui è stato assegnato il Premio Michelangeli, i russi Grigory Sokolov, Michail Plet-nev ed Evgeni Bozhanov.
L’8 agosto 2021 è in calendario al Teatro La Fenice di Venezia un concerto di musiche di Mozart e Beethoven dirette da Umberto Benedetti Michelangeli.